# Ефименко, Пётр Филимонович
Пётр Филимонович Ефименко (16 июля 1901 года, ст. Урухская, Терская область — 28 марта 1966 года, Калинин) — советский военный деятель, генерал-майор (27 июня 1945 года).

## Начальная биография
Пётр Филимонович Ефименко родился 16 июля 1901 года в станице Урухская Терской области.

## Военная служба

### Довоенное время
6 сентября 1922 года призван в ряды РККА, после чего служил красноармейцем в артиллерийском дивизионе при курсах действующих родов войск Северокавказский военный округ в Нахичевани-на-Дону.
В сентябре 1923 года направлен на учёбу в кавалерийскую школу в Таганроге, которая вскоре была передислоцирована в Краснодар и преобразована в Северо-Кавказскую горских национальностей военную кавалерийскую школу. После окончания учёбы в сентябре 1926 года назначен на должность командира взвода в составе 68-го кавалерийского полка (11-я кавалерийская дивизия, Северокавказский военный округ). С ноября 1927 года служил командиром взвода и врид политрука эскадрона в составе 92-го кавалерийского полка (12-я кавалерийская дивизия), но в октябре 1931 года вернулся в 68-й кавалерийский полк, где назначен на должность командира эскадрона.
В ноябре 1932 года П. Ф. Ефименко направлен на учёбу на кавалерийские Курсы усовершенствования командного состава РККА в Новочеркасске, после окончания которых в марте 1933 года направлен во 2-й кавалерийский полк в составе Отдельной кавалерийской бригады (Забайкальская группа войск, ОКДВА), где служил на должностях командира эскадрона и взвода полковой школы.
В апреле 1934 года направлен в 22-ю кавалерийскую дивизию имени А. М. Горького (Забайкальский военный округ), где назначен командиром эскадрона 4-го кавалерийского полка, а в сентябре 1937 года — начальником обозно-вещевого отделения дивизии. В июле 1940 года переведён в штаб сформированного Прибалтийского военного округа, где назначен на должность начальника обозно-вещевого отдела, а в сентябре — на должность начальника 5-го отделения отдела вещевого снабжения окружного интендантского управления.
В 1941 году окончил курсы усовершенствования начальствующего состава при Интендантской академии Красной армии.

### Великая Отечественная война
С началом войны находился на прежней должности, одновременно исполнял обязанности офицера связи при 11-й армии (Северо-Западный фронт) и принимал участие в боевых действиях в ходе приграничного сражения в районе западнее и юго-западнее Каунаса и Вильнюса и затем отступал по направлению на Себеж и Невель.
В августе 1941 года майор П. Ф. Ефименко назначен на должность помощника командира по снабжению 901-го стрелкового полка (245-я стрелковая дивизия), которая вела оборонительные боевые действия, отходя к реке Ловать, затем на рубеж Кирилловщина, оз. Велье (восточнее Демянска). В ноябре 1941 года назначен командиром этого же полка, после чего с января 1942 года принимал участие в ходе первой Демянской наступательной операции, а с марта того же года принимал участие в боевых действиях в районе озера Селигер и городов Демянск и Старая Русса. 5 января 1943 года назначен заместителем командира 245-й стрелковой дивизии и в феврале принимал участие во второй Демянской наступательной операции.
В июле 1943 года полковник П. Ф. Ефименко направлен на учёбу на ускоренный курс Высшей военной академии имени К. Е. Ворошилова, после окончания которого в мае 1944 года назначен на должность командира 382-й стрелковой дивизии, которая с 19 июня принимала участие в ходе Выборгской наступательной операции, однако уже 27 июня П. Ф. Ефименко был освобождён от занимаемой должности и зачислен в распоряжение Военного совета Ленинградского фронта и 26 июля назначен комендантом 16-го укреплённого района (2-я ударная армия).
16 октября 1944 года переведён на должность командира 314-й стрелковой дивизии, находившейся в обороне на Карельском перешейке и в декабре передислоцированной на 1-й Украинский фронт, после чего принимала участие в ходе Висло-Одерской, Сандомирско-Силезской, Нижнесилезской, Верхнесилезской и Пражской наступательных операций.

### Послевоенная карьера
После окончания войны находился на прежней должности
С ноября 1945 года генерал-майор П. Ф. Ефименко состоял в распоряжении Военного совета Центральной группы войск и в июне 1946 года назначен на должность заместителя командира 25-го гвардейского стрелкового корпуса, в апреле 1947 года — на должность заместителя начальника тыла Таврического военного округа, а в октябре 1949 года — на должность заместителя командира по тылу 17-го стрелкового корпуса (Туркестанский военный округ).
В августе 1953 года направлен на учёбу на Высшие академические курсы при Военной академии тыла и снабжения имени В. М. Молотова, после окончания которых в августе 1954 года назначен заместителем начальника тыла Прибалтийского военного округа.
Генерал-майор Пётр Филимонович Ефименко 6 марта 1959 года вышел в запас. Умер 28 марта 1966 года в Калинине.

## Награды
- Орден Ленина (24.06.1948);
- Три ордена Красного Знамени (03.11.1944, 27.03.1945, 30.12.1956);
- Орден Суворова 2 степени (27.06.1946);
- Медали.

Иностранные награды
- Орден Virtuti militari 5 класса (ПНР; 1946);
- Медаль «За Одру, Нису и Балтику» (ПНР; 1946).

## Память
- Его имя увековечено в Главном Храме Вооружённых сил России, и навсегда запечатлено на мемориале «Дорога Памяти»[2].
- На могиле установлен надгробный памятник